# Plan orientifold
En théorie des cordes, un plan orientifold est un objet étendu, de même que les D-branes mais à la différence de celle-ci il est non-dynamique. Ce type d'objet apparaît dans les constructions d'orientifold comme le lieu où vivent les états localisés du secteur twisté.
Un contexte important où apparaissent les plans d'orientifold est la construction de la corde de type I qui peut être vue en partie comme un orientifold de la corde de type IIB. Le plan orientifold de cette construction générant un tadpole (en)pour la 10-forme de Ramond-Ramond il est alors nécessaire d'introduire des D-branes pour annuler ce tadpole et assurer la cohérence de la théorie.

## Référence
- (en) J. Polchinski, String theory [détail des éditions], chapitres 8 et 13.